# Yigoga signifera
Yigoga signifera là một loài bướm đêm trong họ Noctuidae.